# Grantville
Grantville – miasto w Stanach Zjednoczonych, w stanie Georgia, w hrabstwie Coweta.